# فريد الطويل
فريد الطويل (1974الجزائر) هو لاعب كرة قدم جزائري.